# DR P4
P4 er Danmarks Radios regionale radiokanal. Stoffet består dels af indhold fra de 10 regionale stationer, dels af landsdækkende programmer.
P4's sendeflade består af en blanding af musik, trafikmeldinger, landsdækkende samt regionale nyheder. De sendes som en kombination af regionale sendinger og landsdækkendende sendinger.

## DR Regionerne
De nuværende ti regionale stationer (distrikter) er:
- DR Bornholm
- DR Esbjerg (tidligere DR Syd)
- DR Fyn
- DR København
- DR Midt & Vest
- DR Nordjylland
- DR Sjælland (tidligere DR Regionalen)
- DR Syd
- DR Trekanten (tidligere DR Kanal 94)
- DR Østjylland

## Historien bag regionalradionerne
P4 var tidligere, da Danmarks Radio kun havde tre kanaler, navnet på et radioprogram rettet mod unge lyttere. Det blev sendt søndag aften på P1.
1. januar 2007 laves der om i distrikternes struktur. Blandt andet bliver DR Vejle/Kanal 94 lavet om til P4 Trekanten og dækker et mindre område.
Planerne om at lave regionalradioer var på bordet i flere år før Folketingets radioudvalg kom med sin anbefaling.
Det var blandt Radiorådets ønske at få etableret en regionalradio i Sønderjylland til at styrke nationalitetsfølelsen. Ideen skulle så have ledt til etableringen af regionale radiokanaler.
Ved udbygningen af FM-sendenettet kom flere sendere i hver landsdel for at sikre god dækning. Dermed blev det også teknisk muligt at sende regionalradio.
I anbefalingen fra Radioudvalget hed det, at:
"Udvalget lægger vægt på, at sådanne udsendelser iværksættes, så problemer, der ikke har en landsomfattende interesse, men dog har stor lokal betydning, også kan indgå i Danmarks Radios udsendelser".
Ved starten i april 1960 var der seks regionalstationer (Nordjyllands Radio i Aalborg, Midtjyllands Radio i Århus, Sønderjyllands Radio i Aabenraa, Radio Fyn samt Sjællands Radio i Næstved og Bornholms Radio i Rønne). I 1962 åbnede Københavns Radio, regionalradioen for Hovedstadsområdet. I 1974 startede Radio Midt- og Vest i Holstebro og i 1981 Kanal 94 i Vejle.
Først sendtes en halv time hver mandag fra klokken 19:15. Efter to år blev sendetiden udvidet til 45 minutter. Fra 1967 blev der desuden tirsdag formiddag bragt 40 minutters sammendrag fra alle regionerne.
I 2007 blev to af de største regioner – Radio Syd og Regionalen – delt i mindre regioner.